# گابر (استان دوبریچ)
گابر (به بلغاری: Gaber) یک منطقهٔ مسکونی در بلغارستان است که در شهرستان کروشاری واقع شده‌است.